# 親不孝なむすこ
親不孝なむすこ（おやふこうなむすこ、Der undankbare Sohn、KHM145）は、『グリム童話』のひとつ。恩知らずの息子とも訳される。

## あらすじ
男とおかみさんが焼いたにわとりを食べようとしているところに年をとった父親がやってきた。
しかし、男はにわとりを隠し、父親は水をひと口飲んで行ってしまう。
そこで息子がにわとりを食べようと取り出すと、にわとりが大きなひきがえるに変わっていた。
かえるは男の顔にとびつきはなれなくなった。かえるにさわろうとする人はだれ一人いない。男は毎日かえるにえさをやらなければ自分の顔をかじられてしまうので男は休むひまもなかった。